# Jaroslav Kasprisin
Jaroslav Kasprisin (* 15. März 1990 in Košice, Tschechoslowakei, heute Slowakei) ist ein ehemaliger österreichischer Fußballspieler und nunmehriger -trainer slowakischer Herkunft.

## Karriere

### Als Spieler
Kasprisin kam 2004, nachdem er zuvor für Lokomotíva Košice, den 1. FC Košice und den FK Inter Bratislava gespielt hatte, nach Österreich in die Jugend des SV Horn.
Im Mai 2008 debütierte er für die erste Mannschaft von Horn in der Regionalliga, als er am 29. Spieltag der Saison 2007/08 gegen den SC Neusiedl am See in der Halbzeitpause für Oliver Bittner eingewechselt wurde.
2010 wechselte er zum fünftklassigen SV St. Gallen.  2011 kam er in die USA in die Schulz Academy. Im Jänner 2012 kehrte er nach Österreich zum SV Horn zurück. Nach dem Aufstieg von Horn im selben Jahr debütierte er im Juli 2013 in der zweiten Liga, als er am ersten Spieltag der Saison 2013/14 gegen den SCR Altach in der Startelf stand. 2015 musste der Verein wieder in die Regionalliga absteigen.
Zur Saison 2016/17 wechselte Kasprisin zum ATSV Stadl-Paura. Für die Oberösterreicher absolvierte er jede Partie in jener Saison.
Zur Saison 2017/18 kehrte er zum SV Horn zurück. Mit Horn konnte er zu Saisonende wieder in die 2. Liga aufsteigen. Nach dem Aufstieg beendete er seine Karriere verletzungsbedingt. Im März 2020 gab er jedoch ein Comeback und kehrte zum Zweitligisten Horn zurück, um bis Saisonende als Ersatz für den verletzten Sebastian Gessl hinter Simon Kronsteiner als Ersatztorwart zu fungieren.

### Als Trainer
Zur Saison 2020/21 wurde er in Horn Torwarttrainer der Zweitligaprofis, bis September 2022. Im Februar 2022 half er noch einmal als Ersatztormann für den verletzten Fabian Ehmann aus. Nachdem sich auch Kronsteiner im selben Monat während der Partie gegen den Grazer AK verletzt hatte, kam Kasprisin zu seinem Zweitligacomeback.